# Sviblovo (district)
Pour les articles homonymes, voir Sviblovo.
Sviblovo (Муниципальный округ Свиблово) est un district municipal de la ville de Moscou, capitale de la Russie, dépendant du district administratif nord-est.
Le territoire du district a été occupé par le village de Timofeïevskoïe na Iaouzé, mentionné dans le testament du prince Vassili Ier. Peu de temps après, le village sera connu sous le nom de Sviblovo nommé d'après Fiodor Andreïevitch Svibly, chef de guerre lié à Dimitri Donskoï. Dans le langage informel de l'époque, svibli signifiait « stupide ».
L'ancien domaine seigneurial de Sviblovo, dépendant désormais du patriarcat de Moscou se trouve sur son territoire.
Jusqu'à la réforme des districts de 1991, Sviblovo faisait partie du district Babouchkinski (de Babouchkino).

## Histoire
La première mention du village de la région de Moscou situé sur la rivière Iaouza, appartenant à Fiodor Sviblo, remonte à 1406. À l'époque, il s'appelait Timofeïevskoïe ; le nom de Sviblovo s'est imposé plus tard,.
Sur les cartes de 1850, le village portait le nom de Svirslovo. Il s'agissait probablement d'un village ouvrier, car de grandes usines de tissage et de papier étaient situées à proximité. Dans les années 1930, dans la partie nord de l'actuel Sviblovo, fut fondée la cité de l'Institut des transports de l'Institut central de recherche scientifique des chemins de fer. À cette époque, le quartier faisait partie de la ville de Babouchkine.
Pendant la Grande Guerre patriotique (Seconde Guerre mondiale), des «hérissons» antichars furent installés dans la cité de l'Institut des transports, jouant un rôle crucial dans la défense de Moscou. Derrière la cité, sur la rive gauche de la Iaouza, des batteries antiaériennes furent déployées, formant l'une des ceintures de défense aérienne de la capitale. En 1941, le bâtiment principal de l'institut abritait des officiers de l'Armée rouge, et dans la cour se trouvait l'entrée d'un abri anti-aérien pour les habitants locaux. Après la guerre, le village fut reconstruit par des prisonniers de guerre allemands.
En 1945, la gare «Institut des transports » de la ligne de chemin de fer de Beskoudnikovo fut construite, et la section entre les gares de « Losinoostrovskaïa » et « Institut des transports » fut électrifiée. En 1955, ce fut au tour de la section entre « Institut des transports » et « Beskoudnikovo ».
Le village faisait partie du district de Mytishchi dans l'oblast de Moscou. La majorité de sa population était composée d'employés de l'Exposition agricole panrusse (VSKhV) et du Jardin botanique.

En 1960, Sviblovo fut intégré à Moscou. Le nouveau quartier résidentiel nécessitait un accès transport vers le centre de la capitale. Pour développer le réseau de tramways, le démantèlement progressif de la ligne de chemin de fer de Beskoudnikovo commença à partir de 1966. Le métro n'arriva à Sviblovo qu'à la fin des années 1970. En 1978, les stations de métro «Sviblovo» et «jardin botanique» furent construites. À la même époque, les baraques en bois de l'ancienne cité de l'Institut des transports furent démolies et remplacées par des immeubles d'habitation standardisés,. La ligne de chemin de fer de Beskoudnikovo fut définitivement fermée et démantelée en 1987, en raison de la construction de la station de métro «Otradnoïe» dans le quartier voisin du même nom.

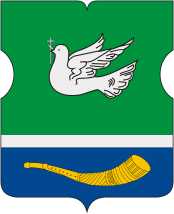
Armes du district
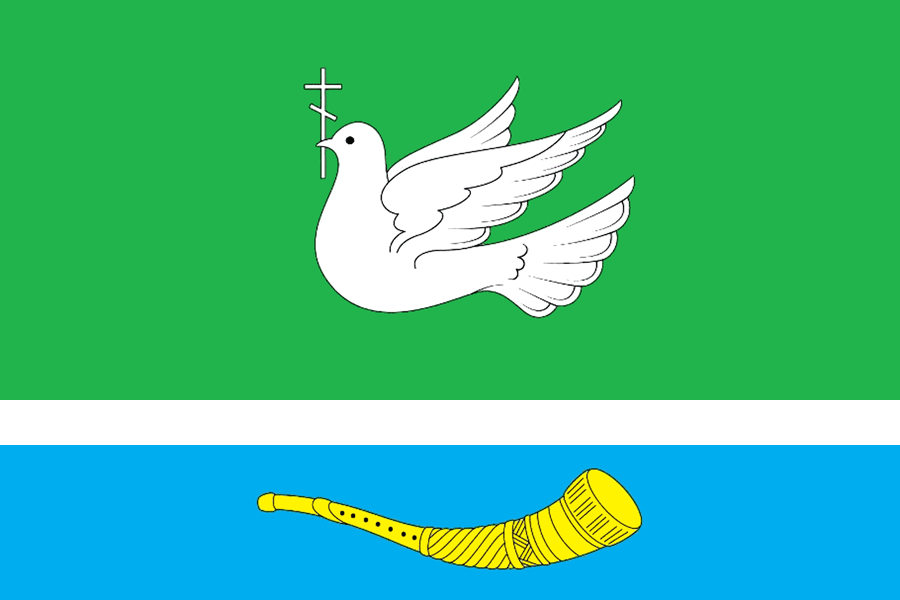
Drapeau du district